# Галифакс-Стэнфилд
Международный аэропорт Галифакс-Стэнфилд (англ. Halifax Stanfield International Airport, фр. Aéroport international Stanfield d'Halifax) (ИАТА: YHZ, ИКАО: CYHZ) — международный аэропорт в Канаде, расположенный в городе Гоффс в Новой Шотландии. Аэропорт обслуживает регион Галифакс, материковую часть Новой Шотландии и прилегающие районы в соседних приморских провинциях. Аэропорт назван в честь Роберта Стэнфилда, 17-го премьер-министра Новой Шотландии и лидера федеральной Прогрессивно-консервативной партии Канады.
Аэропорт, принадлежащий Министерству транспорта Канады с момента его открытия в 1960 году, с 2000 года находится в ведении Управления международного аэропорта Галифакса (HIAA). Он входит в Национальную систему аэропортов.
Галифакс Стэнфилд, назначенный Министерством транспорта Канады международным аэропортом (хотя прямые рейсы в США приостановлены), является 8-м по загруженности аэропортом Канады по пассажиропотоку. В 2018 году, аэропорт обслужил в общей сложности 4 316 079 пассажиров и принял 84 045 рейсов самолётов в 2017 году. Аэропорт является узловым для авиакомпаний Air Canada Express, Cougar Helicopters, Maritime Air Charter, PAL Airlines .

## История

### Предпосылки
Аэродром в Вест-Энде, был построен как гражданский аэропорт Галифакса в 1931 году на месте бывшей фермы Блюболл. Он служил главным аэропортом города до 1942 года, когда был закрыт и преобразован в военную базу.

### Строительство и первые годы
Строительство нового аэропорта началось в ноябре 1955 года. Взлётно-посадочные полосы были построены компанией Diamond Construction of Halifax. Здание терминала было спроектировано архитектурной фирмой Gilleland and Strutt, которая ранее спроектировала похожий терминал в Оттаве.
Новый аэропорт был достроен в июне 1960 года, и в том же месяце была выдана временная лицензия на выполнение полетов по правилам дневных визуальных полетов (VFR). Торжественное открытие состоялось в День Канады 1960 года, в тот же день, когда была выдана лицензия, разрешающая полную деятельность. В 4:50 1 января 1960 года в аэропорту приземлился первый самолёт Vickers Viscount, выполнявший рейс 400 Trans-Canada Airlines между Монреалем и Ньюфаундлендом. Через час прибыл первый зарубежный рейс из Лондона в Монреаль. Аэропорт был официально открыт 10 сентября 1960 года министром транспорта Джорджем Хисом. Окончательная стоимость строительства составила около 18 миллионов долларов.
Количество пассажиров неуклонно росло в течение первых нескольких десятилетий работы. Пассажирский терминал был существенно отремонтирован в 1966 году. В июле 1976 года, произошло расширение пассажирского терминала до 5000 м² (54,000 квадратных футов), когда были установлены первые три телескопических трапа аэропорта. К 1990 году через аэропорт ежегодно проходило около 2 500 000 пассажиров.
В соответствии с Национальной программой аэропортов, объявленной в 1994 году, в ноябре 1995 года было создано Управление международного аэропорта Галифакса (HIAA). Управление аэропортом было официально передано от министерства транспорта Канады к HIAA 1 февраля 2000 года.

### Операция «Желтая лента»

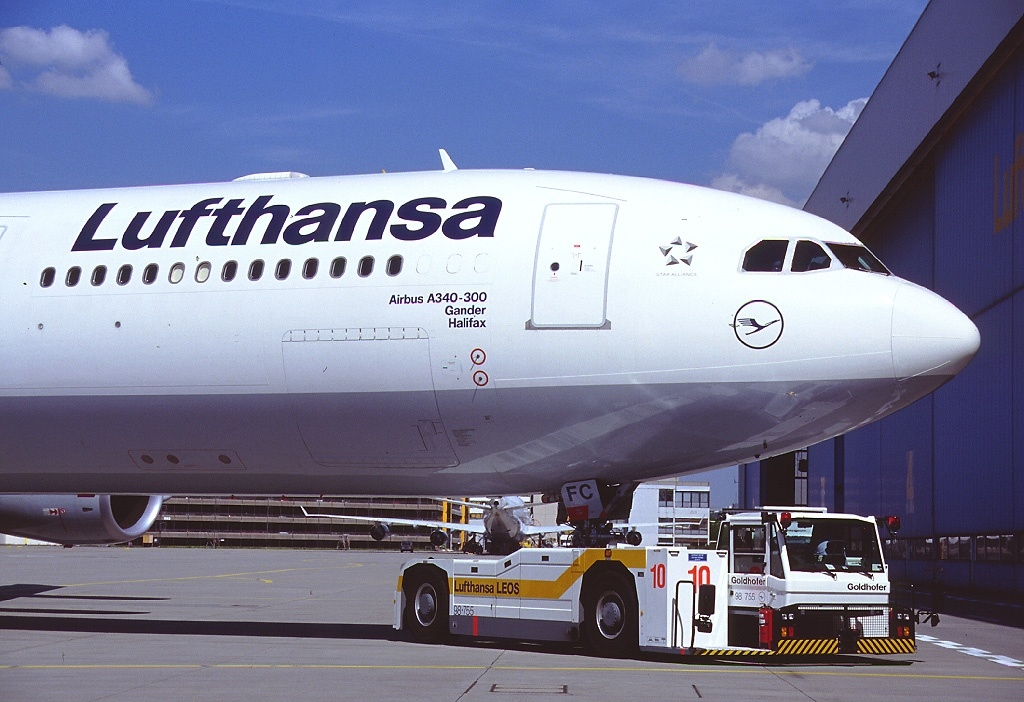
Самолет Gander Halifax авиакомпании Lufthansa

После терактов 11 сентября аэропорт участвовал в операции «Желтая лента» и начал принимать пассажирские рейсы США после того, как Федеральное управление гражданской авиации закрыло воздушное пространство США. Аэропорт Галифакса принял 47 рейсов — больше рейсов, чем любой другой канадский аэропорт, участвовавший в операции, — перевез около 7300 пассажиров — больше пассажиров, чем любой другой канадский аэропорт, участвовавший в операции, кроме Ванкувера, в котором было зарегистрировано 8500 человек. Во многом это было связано с тем, что рейсам, прибывавшим из Европы, было приказано избегать крупных аэропортов в Центральной Канаде, таких как Торонто Пирсон, Монреаль-Дорваль и международный аэропорт Оттавы Макдональд-Картье.
Вскоре после терактов в аэропорту сообщили, что от 40 до 50 самолётов направятся в Галифакс. В ответ взлётно-посадочная полоса 15/33 (теперь 14/32) была закрыта для размещения припаркованных самолётов. Первый отклоненный самолёт, Boeing 767 United Airlines, прибыл в 11:35. Количество прибывающих пассажиров значительно превышало пропускную способность аэропорта, который должен был обслужить 7 000-8 000 человек, а оборудование для прибытия было рассчитано на 900 человек в час. Муниципальному правительству Галифакса было поручено предоставить временное убежище, еду, транспорт и уход застрявшим пассажирам, которые были размещены в городских спортивных комплексах и школах, церквях, университетах, военных базах, а также в домах частных лиц. Памятная церемония прошла в терминале аэропорта 14 сентября 2001 года.
В честь жителей Гандера и Галифакса за их поддержку во время операции, 16 мая 2002 года Lufthansa назвала новый Airbus A340-300 Gander-Halifax. Этот самолёт указан с регистрационным номером D-AIFC, и является первым самолётом всего парка с названием города за пределами Германии. 11 сентября 2006 года, через пять лет после терактов, госсекретарь США Кондолиза Райс посетила аэропорт Галифакса и произнесла благодарственную речь.

### Переименование
После смерти в декабре 2003 года Роберта Стэнфилда, бывшего премьер-министра Новой Шотландии, в Новой Шотландии было выдвинуто предложение о переименование. В начале 2005 года управление аэропорта проголосовало за переименование здания аэровокзала в Стэнфилд. Терминал был официально переименован на церемонии, состоявшейся 9 сентября 2005 года, сопровождавшийся установлением памятной табличке на смотровой площадке аэропорта.
9 февраля 2007 г., премьер-министр Стивен Харпер прибыл в аэропорт и официально переименовал весь объект из «Международного аэропорта Галифакса» в «Международный аэропорт Галифакса имени Роберта Л. Стэнфилда».

## Награды и рейтинги
Международный аэропорт Галифакса показал хорошие результаты в опросе AETRA 2005 года об удовлетворенности пассажиров, подготовленном Международной ассоциацией воздушного транспорта (IATA) и Международным советом аэропортов . Аэропорт был признан лучшим аэропортом в Северной и Южной Америке второй год подряд, а также лучшим аэропортом в категории менее 5 миллионов пассажиров в год третий год подряд (в мире) и лучшим внутренним аэропортом для второй год подряд.
В марте 2007 года аэропорт дважды занимал первые места на церемонии вручения наград Международного совета аэропортов (ACI) за качество обслуживания в 2006 году, проходившей в Дубае, Объединенные Арабские Эмираты . Четвёртый год подряд он занимает первое место по общей удовлетворенности пассажиров в аэропортах мира с менее чем пятью миллионами пассажиров. Кроме того, аэропорт занял первое место в Северной и Южной Америке в новой категории Airport People Awards и второе место в категории лучших внутренних аэропортов мира.
В начале 2010 года Halifax Stanfield седьмой год подряд был признан пассажирами лучшим аэропортом мира в своем классе (до 5 миллионов человек).
В 2011 году он занял третье место среди лучших аэропортов Северной Америки по версии Международного совета аэропортов за качество обслуживания в аэропортах, а также третье место среди лучших аэропортов по размеру в категории от 2 до 5 миллионов пассажиров.

## Инфраструктура

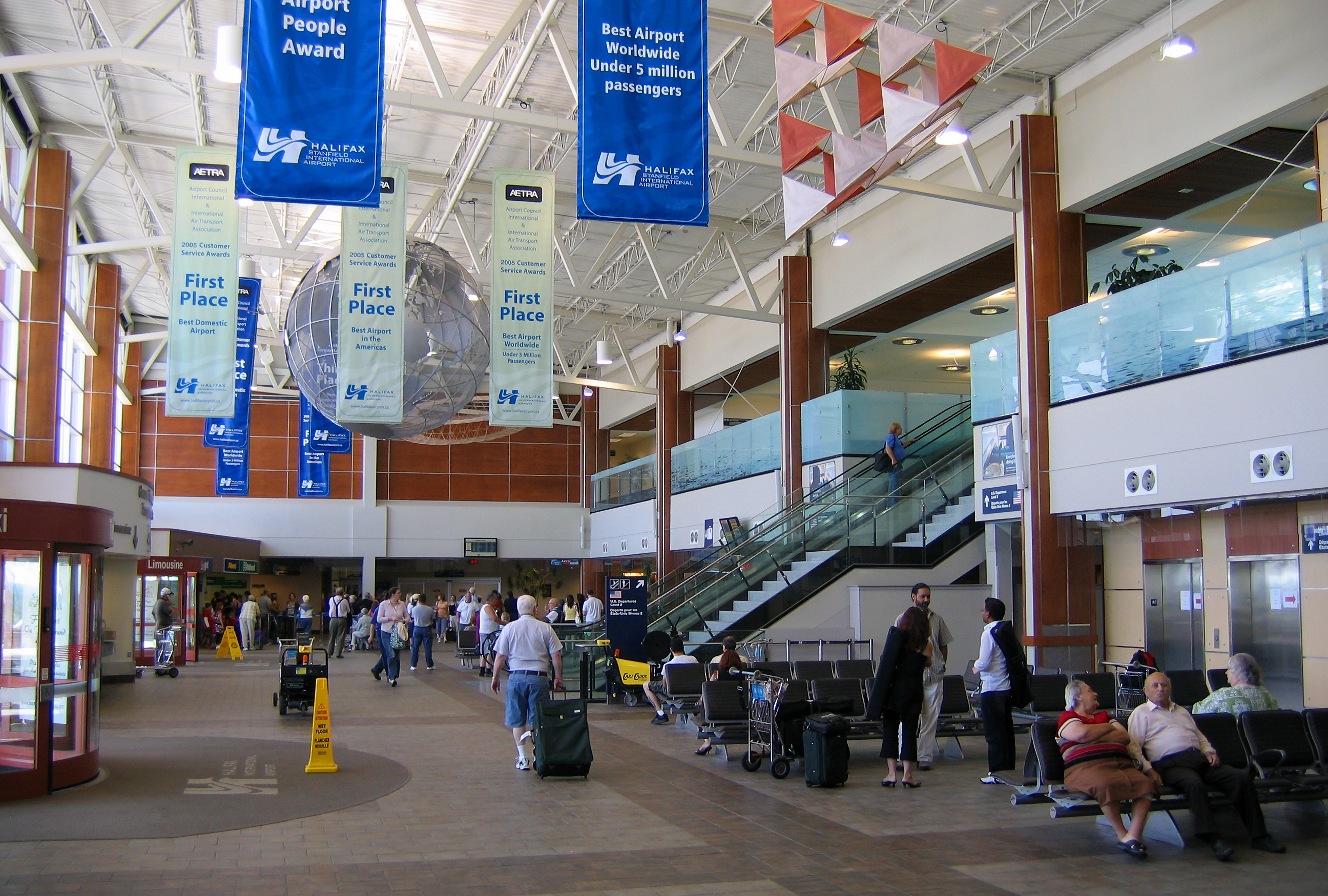
Зал прилёта внутренних рейсов и эскалаторы к вылетам из США

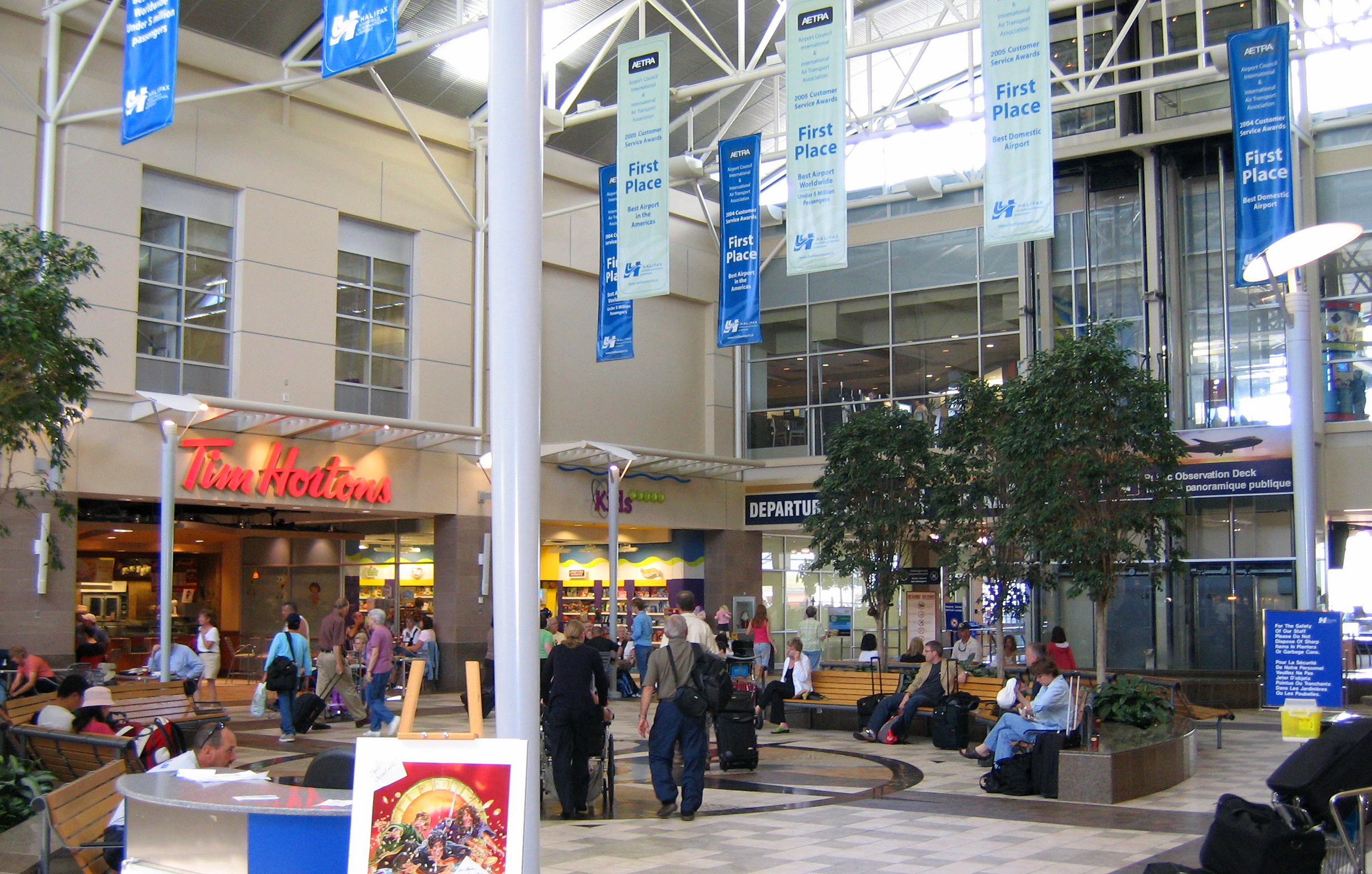
Airport Square с лифтами на смотровую площадку

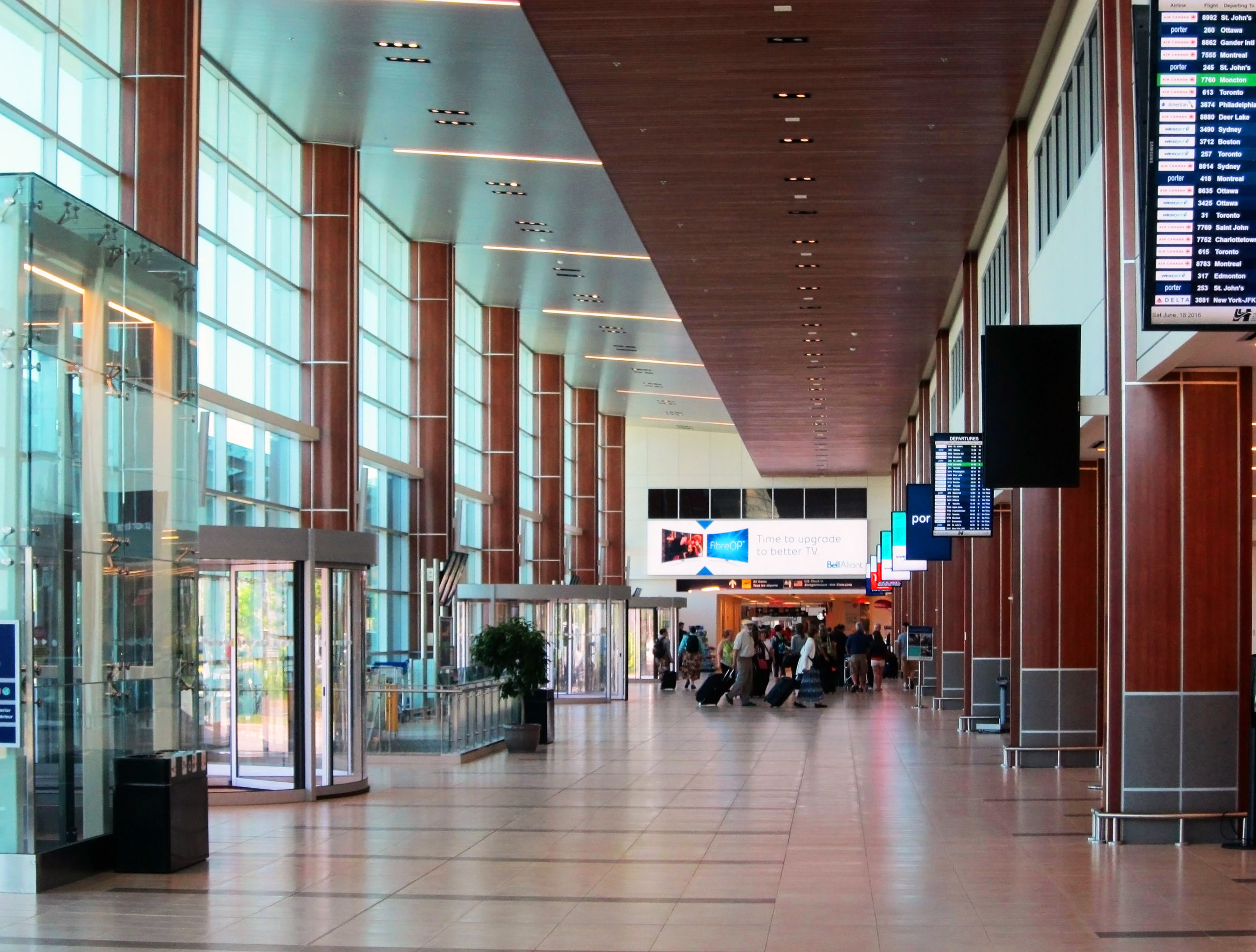
Зал регистрации

### Терминал
Здание аэровокзала было открыто в августе 1960 года. Его строительство обошлось примерно в 4,5 миллиона канадских долларов, и после открытия оно включало медицинские, иммиграционные и таможенные учреждения для международных пассажиров; ресторан; диспетчерская вышка и административные помещения; и две смотровые площадки, выходящие на перрон. Генеральным подрядчиком выступила компания «Эллис-Дон». Современный комплекс включает первый набор эскалаторов Новой Шотландии.
Сегодня терминал обслуживает более четырёх миллионов пассажиров в год. Рост, произошедший за десятилетия, прошедшие с момента постройки аэропорта, потребовал постоянных ремонтов. С тех пор, как в 2000 году HIAA взяла на себя управление аэропортом, более 200 миллионов долларов было инвестировано в усовершенствование здания аэровокзала.
В августе 2001 года в северной части терминала открылась новая зона прибытия международных рейсов, которая в три раза больше предыдущей. Верхний уровень этого расширения включал пространство, зарезервированное для объектов предварительного пограничного контроля США. 18 декабря 2002 г. официально открылся новый зал внутренних рейсов, в котором размещаются три ленты для выдачи багажа и центр для посетителей Новой Шотландии. В 2002 году также начались работы по серьёзной реконструкции центрального вестибюля здания аэровокзала. 9 ноября 2003 года открылось расширенное торговое и обеденное пространство под названием Airport Square. Тогда же открылась общественная смотровая площадка на третьем этаже. Расширение южного терминала было завершено в 2005 году: расширился зал ожидания вылета, были добавлены три новых телескопических трапа и создан специальный комплекс для пригородных самолётов.
В декабре 2004 года Таможенно-пограничная служба США разрешила Halifax открыть пункт предварительной очистку. Он вступил в силу в конце 2006 года. HIAA раньше был самым загруженным аэропортом в Канаде без пункта предварительной таможенной очистки США. 12 сентября 2007 года руководство аэропорта объявило о строительстве пятиэтажного гаража на 2300 мест, которое было завершено 12 марта 2009 года.
В 2018—2019 годах в терминал было внесено несколько улучшений. Была построена трехэтажная пристройка к центральной части здания аэровокзала, выступающая в центральный перрон. На первом этаже находится расширенная зона досмотра, увеличивающая пропускную способность и позволяющая внедрить «CATSA Plus» — новейшую конструкцию контрольно-пропускного пункта Канадского управления безопасности воздушного транспорта, для которой требуется больше места. На втором этаже находится расширенная зона ожидания для пассажиров двойной высоты с дополнительными сидячими местами, а также новые обеденные и торговые помещения. В то же время вокруг терминала были добавлены новые функции, обеспечивающие безопасность аэропорта, в том числе болларды против тарана, взрывостойкое остекление, больше камер наблюдения и новые функции контроля доступа. Наконец, зона выдачи внутреннего багажа была отремонтирована по косметическим причинам. Подняты потолки, уменьшены размеры колонн, установлен новый пол.
В терминале есть в общей сложности 32 выхода на посадку, 13 из которых используют телескопические трапы (выходы 12, 14-16, 18, 20, 22-24 и 26-28). Остальные выходы являются наземными погрузочными позициями. Выходы 22-24 и 26-28 представляют собой распашные ворота: застекленный безопасный коридор позволяет отделить прибывающих международных пассажиров и предварительно прошедших проверку вылетающих пассажиров из США от тех, кто находится в зале вылета внутренних / международных рейсов; при вылете из США эти выходы имеют номера 52-54 и 56-58 соответственно. Выходы с 2 (a-e) по 9 — места для загрузки с земли, предназначенные для внутренних региональных операций. Выходы с 34 по 46 — места выхода на посадку с земли для рейсов в США.

### Взлётно-посадочные полосы и рулежные дорожки
С момента открытия в 1960 году в аэропорту было две взлётно-посадочных полос, расположенных перпендикулярно друг другу. В пресс-релизах руководство аэропорта называет более длинную «основной взлётно-посадочной полосой», а более короткую — «второстепенной взлётно-посадочной полосой».
| Число | Длина                      | Ширина            |
| ----- | -------------------------- | ----------------- |
| 05/23 | 3200 метров (10 500 футов) | 61 метр (200 фут) |
| 14/32 | 2346 метров (7700 футов)   | 61 метр (200 фут) |

Все рулёжные дорожки имеют ширину в 75 футов (23 м), за исключением рулёжной дорожки K шириной 50 футов.
Аэропорт открылся (используя современную схему именования) рулежными дорожками A, B (бывшая часть A), C, D (участок между перроном и основной взлётно-посадочной полосой), G, E, F и H. бывшая рулежная дорожка B и большая часть рулежной дорожки D (теперь M и D; см. Ниже) были построены в 1982 году, что обеспечило маршрут руления, параллельный взлётно-посадочной полосе 14/32. В 2010 году расширение системы рулежных дорожек привело к увеличению зоны контролируемой зоны, создав место для нескольких недавно построенных больших ангаров. Canadian Helicopters, Cougar Helicopters, Gateway Facilities и IMP Group эксплуатируют эти новые ангары вдоль рулежных дорожек J и K.
В ноябре 2012 года было завершено расширение обоих концов взлётно-посадочной полосы 05/23 для размещения более крупных широкофюзеляжных самолётов. Это увеличило его длину с 8800 футов (2682 м) до 10 500 футов (3200 м) . Это увеличение привело к переименованию нескольких рулежных дорожек: рулежная дорожка B стала M, а конец рулежной дорожки A был переименован в B. Рулёжная дорожка F также была расширена, чтобы соответствовать порогу взлётно-посадочной полосы 23. В 2016 году у РД J был построен новый перрон, который в первую очередь служил местом для парковки грузовых судов.
Аэропорт занимает в общей сложности 2372 акра (960 га) земли.

### Отель

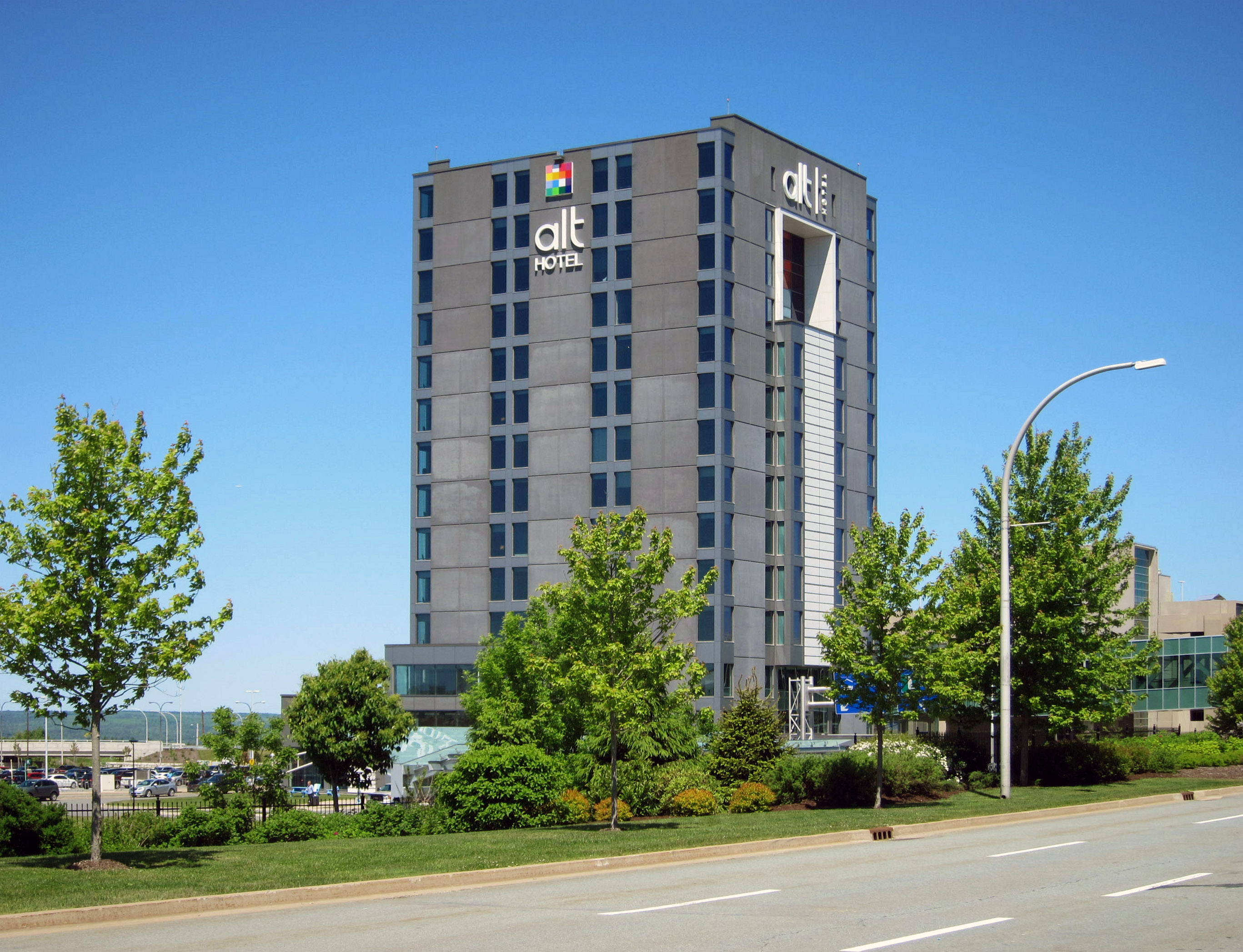
Отель «Альт»

Ещё в 1980-х годах частный сектор проявил интерес к строительству отеля рядом с терминалом аэропорта. В мае 1988 года крупная сеть морских отелей Keddy’s Motor Inns из Галифакса подписала контракт с Министерством транспорта Канады на строительство отеля на 200 миллионов долларов на 200 номеров на территории, напротив терминала. Работа над отелем Pegasus началась в мае 1990 года. После того, как было потрачено более 4 миллионов долларов, строительство было остановлено в декабре 1990 года основным подрядчиком, GEM Construction Specialists, из-за неоплачиваемой работы. Keddy’s столкнулась с финансовыми проблемами и задолжала 35 миллионов долларов, а финансирование проекта от консорциума гонконгских и тайваньских инвесторов-иммигрантов провалилось. Федеральное правительство искало компанию, заинтересованную в завершении проекта, но единственное полученное предложение было признано неадекватным. Незавершенный корпус отеля считался бельмом на глазу, и Министерство транспорта Канады снесло его в 1996 году.
13 мая 2008 г. администрация аэропорта объявила о подписании письма о намерениях с New Castle Hotels and Southwest Properties на строительство отеля Sheraton на 176 номеров. По оценкам, он стоил около 30 миллионов долларов и должен был включать фитнес-центр, бассейн, конференц-центр и столовую. В начале 2009 года администрация аэропорта и застройщики совместно договорились отложить строительство отеля из-за глобального экономического кризиса. В начале 2010 года застройщик вышел из сделки.
26 октября 2011 года администрация аэропорта объявила о строительстве на территории 14-этажного отеля «Альт» на 169 номеров. Связанное как с пассажирским терминалом, так и с паркингом (через крытый мост), здание стоимостью 27 миллионов долларов было построено компанией Marco Construction of Halifax и открыто в 2013 году. В отеле, которым управляет Groupe Germain Hospitalité, есть конференц-залы и банкетные залы, фитнес-центр, бассейн и круглосуточное кафе. Он был построен со звуконепроницаемыми окнами, чтобы блокировать шум самолётов.

### Обслуживание
Аэропорт обслуживается несколькими операторами стационарных баз, которые занимаются заправкой, наземным обслуживанием, ангаром, питанием и так далее. В их число входят Air Canada Technical Services, Aircraft Service International, Gateway Facilities, Halifax International Fuel Facility Consortium (HIFFC), Inland Technologies, Innotech-Execaire, PAL Aviation Services, Shell AeroCentre, Strategic Aviation и Swissport.
Региональная полиция Галифакса предоставляет полицейские услуги. Аварийно-спасательные и пожарные службы базируются в Комплексе комбинированных служб (CSC), в котором также находятся службы технического обслуживания аэропорта. Здание открылось в 2010 году, заменив предыдущую пожарную часть (построенную в 1981 году), а также бывший гараж для технического обслуживания, который открылся вместе с аэропортом в 1960 году. Комплекс включает в себя пожарную часть, автомойку и складские помещения, офисы, конференц-залы, комнаты для персонала, спальные помещения и центр экстренной связи. CSC был первым зданием в аэропорту, сертифицированным LEED.
Международный аэропорт Галифакса был одним из немногих мест в восточной части Северной Америки, которые были назначены местом аварийной посадки космического корабля "Шаттл ", если запуск был прерван после старта. Аэропорт поддерживал связь с Министерством транспорта Канады и Национальным управлением по аэронавтике и исследованию космического пространства во время каждого запуска шаттла.

### Бизнес-парк
Аэропорт расположен рядом с бизнес-парком Aerotech Business Park, муниципальным бизнес-парком, изначально обслуживающим авиационные компании. С тех пор зонирование было изменено, чтобы позволить другим типам компаний размещаться там. Крупнейшими арендаторами являются Pratt & Whitney Canada и L3 Communications.

## Текущие планы
Последний генеральный план аэропорта был опубликован в январе 2011 года. С тех пор были реализованы многие из его предложений, такие как строительство отеля на территории, расширение южного терминала и расширение главной взлётно-посадочной полосы. Возможные планы, изложенные в этом документе, включают новые рулежные дорожки и стоянки, ещё одну противообледенительную зону, пространство для развития новых логистических и авиационных услуг, а также значительное расширение сети дорог общего пользования (частично построено) для содействия развитию крупного коммерческого района. между аэропортом и шоссе.
15 ноября 2018 года министр транспорта Марк Гарно объявил о финансировании правительством Канады через Национальный фонд торговых коридоров расширения мощностей по обработке авиагрузов в аэропорту на 36 млн долларов. Федеральное правительство внесет 18 млн долларов, 5 млн долларов поступит от провинции и 13 млн долларов от администрации аэропорта. Расширение будет построено на лесистой местности, прилегающей к существующей грузовой зоне.

## Авиакомпании и направления

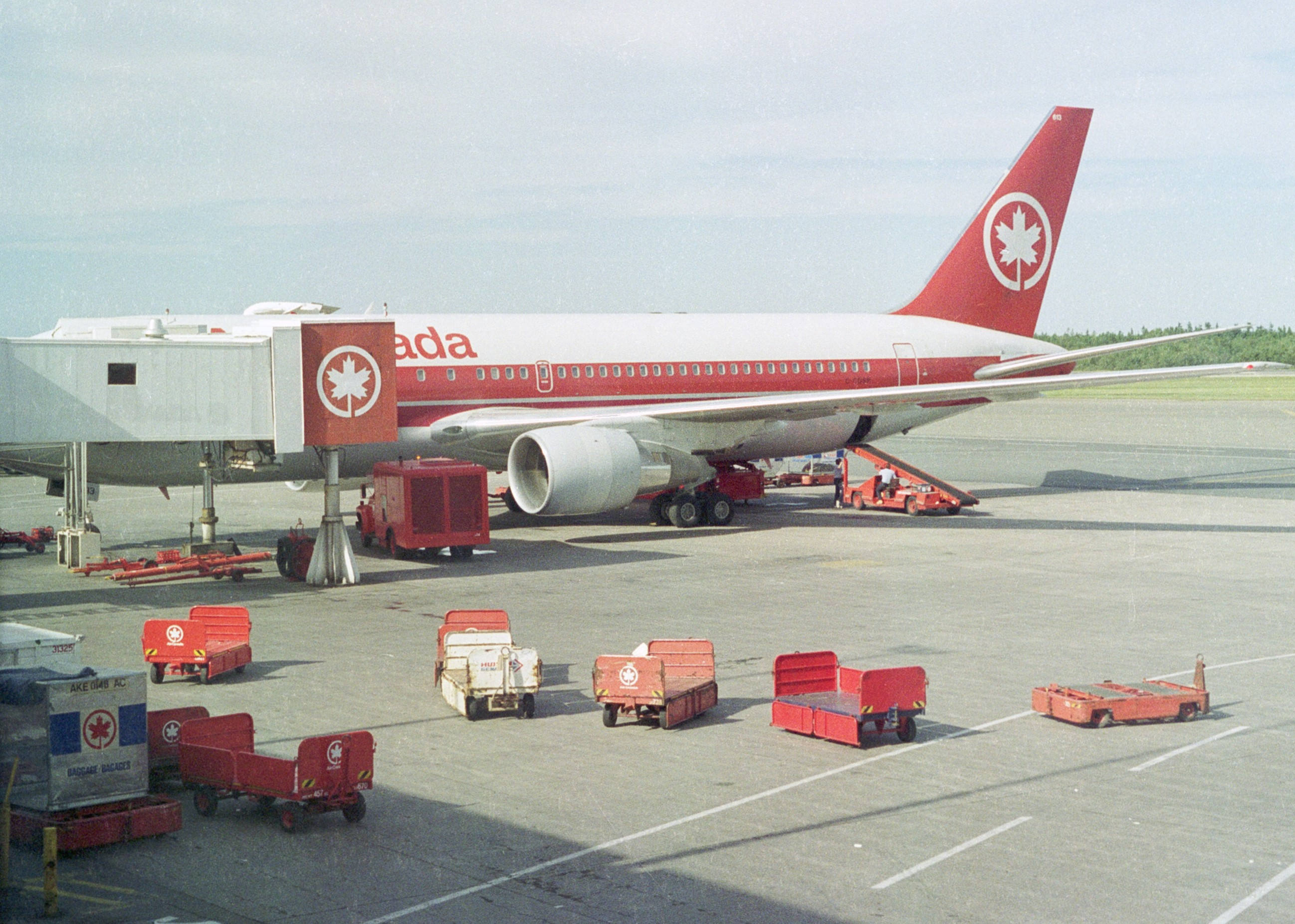
Боинг 767-200 авиакомпании Air Canada, припаркованный у трапа аэропорта, 1990 год.

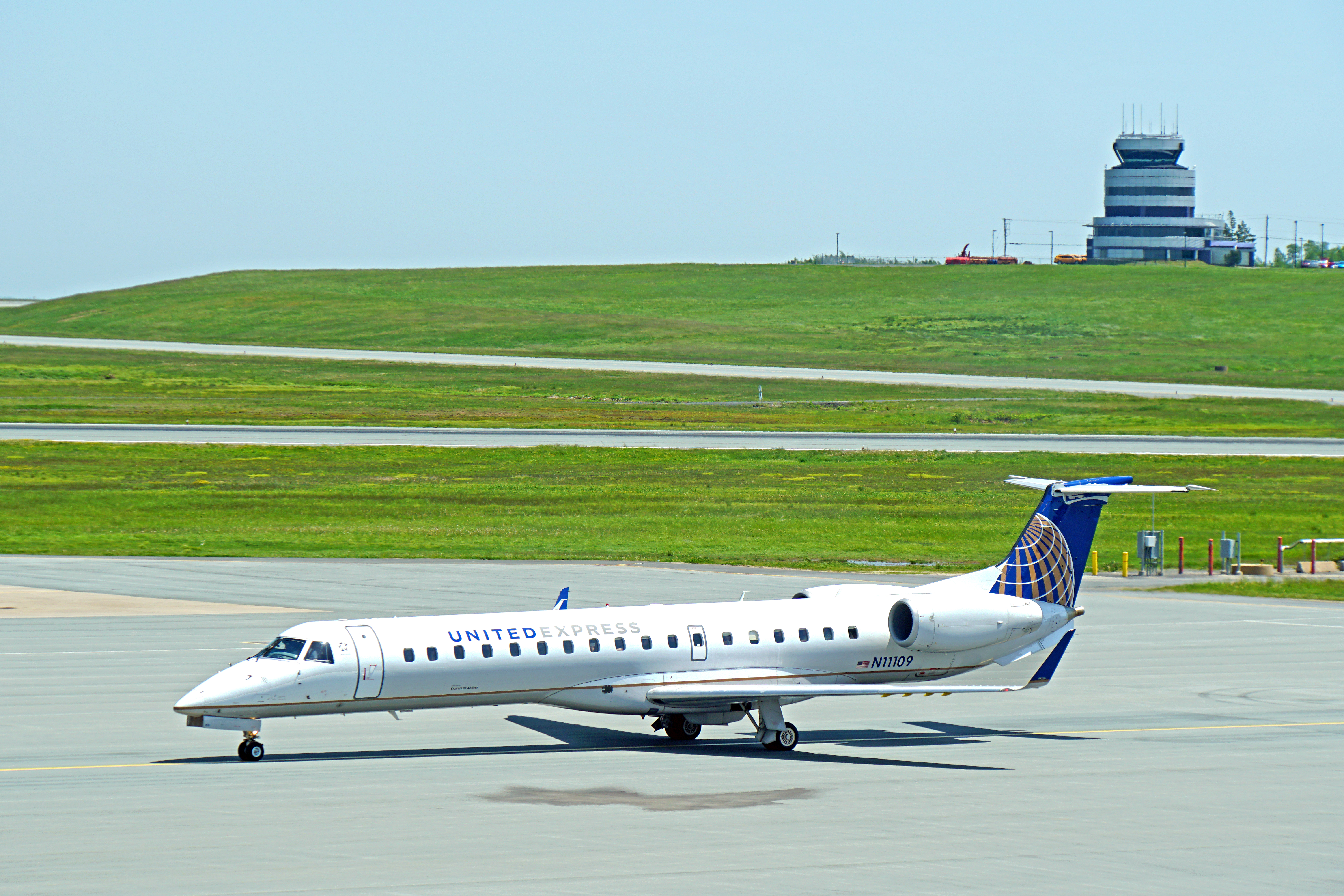
ERJ-145 на фоне диспетчерской вышки аэропорта, 2017 год

### Чартерные рейсы
Следующие компании работают из частных ангаров в аэропорту:
- Cougar Helicopters
- Maritime Air Charter
- Provincial Airlines
- Sable Aviation

## Статистика

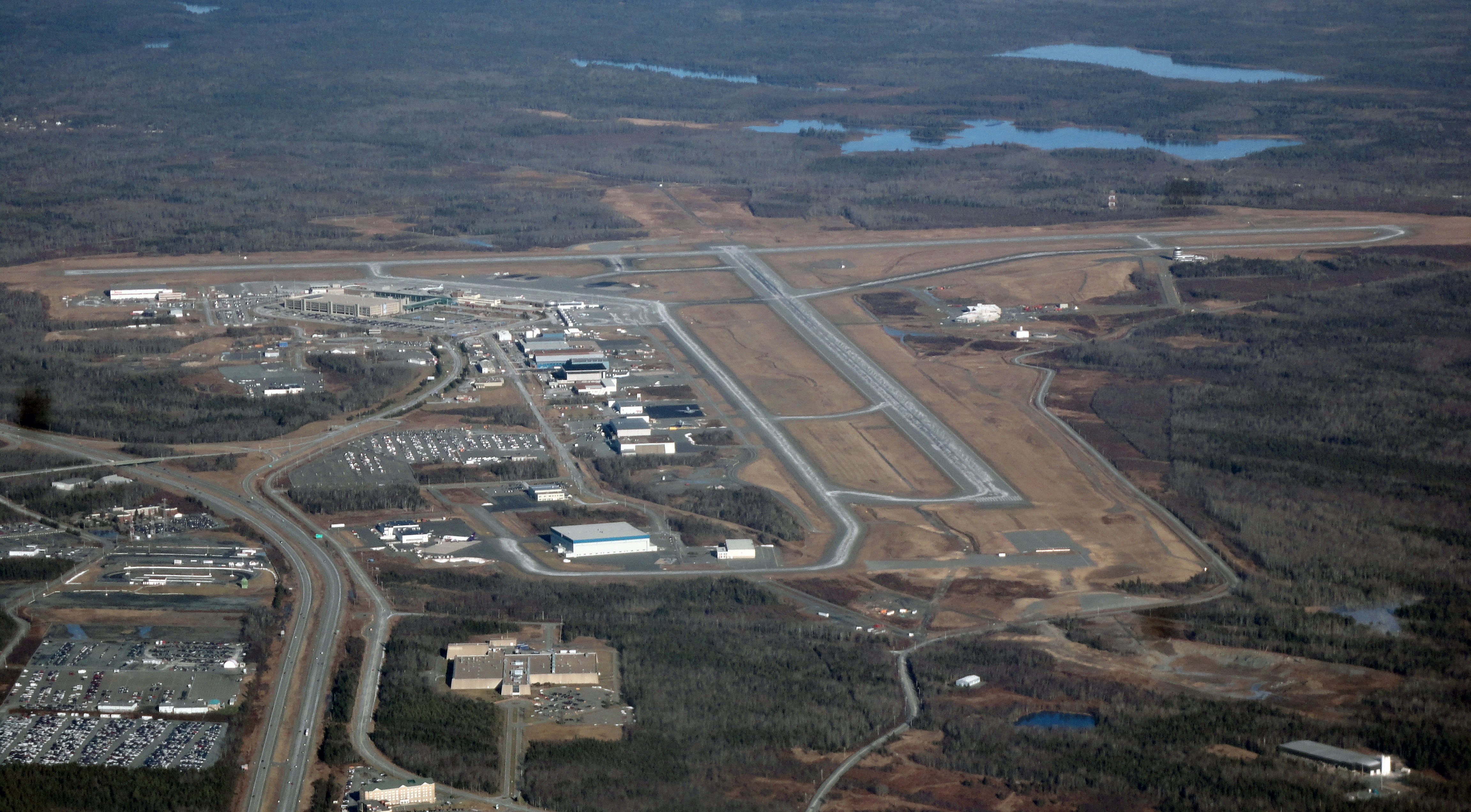
Вид с высоты птичьего полёта на аэропорт в 2011 года, до расширения взлётно-посадочной полосы 05/23.

Данные из запроса в Викиданные.
| Год  | Пассажиры | Год  | Пассажиры | Год  | Пассажиры | Год  | Пассажиры | Год  | Пассажиры |
| ---- | --------- | ---- | --------- | ---- | --------- | ---- | --------- | ---- | --------- |
| 2030 |           | 2020 | 995 426   | 2010 | 3 508 153 | 2000 | 2 980 970 | 1990 |           |
| 2029 |           | 2019 | 4 188 443 | 2009 | 3 417 164 | 1999 | 3 089 552 | 1989 |           |
| 2028 |           | 2018 | 4 316 079 | 2008 | 3 578 931 | 1998 | 3 006 572 | 1988 |           |
| 2027 |           | 2017 | 4 083 188 | 2007 | 3 469 062 | 1997 | 2 933 630 | 1987 | 2 140 000 |
| 2026 |           | 2016 | 3 908 799 | 2006 | 3 378 601 | 1996 | 2 744 720 | 1986 |           |
| 2025 |           | 2015 | 3 702 705 | 2005 | 3 229 111 | 1995 |           | 1985 |           |
| 2024 |           | 2014 | 3 663 039 | 2004 | 3 242 389 | 1994 |           | 1984 |           |
| 2023 |           | 2013 | 3 585 864 | 2003 | 2 973 187 | 1993 |           | 1983 |           |
| 2022 |           | 2012 | 3 605 701 | 2002 | 2 853 778 | 1992 |           | 1982 |           |
| 2021 | 1 076 458 | 2011 | 3 594 164 | 2001 | 2 852 061 | 1991 |           | 1981 |           |

## Аварии и катастрофы
- 17 марта 1965 года самолёт Handley Page Dart Herald, которым управляла компания Eastern Provincial Airways и направлялся в Сидней, штат Северная Каролина, потерпел крушение в Верхнем Маскодобойте, примерно через 15 минут после взлёта из Галифакса. Во время набора высоты самолёт развалился из-за коррозии. Три члена экипажа и пять пассажиров на борту погибли[80][81].
- 18 декабря 1979 года в аэропорту Галифакса разбился легкий самолёт Piper Navajo, работавший в курьерской службе, в результате чего погибли два человека и было уничтожено множество документов с подробным описанием транзакций из 59 банков на острове Принца Эдуарда и в Кейп-Бретоне[82].
- 17 июля 1987 года четырёхместный вертолёт Bell 206, принадлежащий Versatile Air Services, потерпел крушение рядом с шоссе 102 недалеко от аэропорта. Двое ранены, вертолёт уничтожен[83].
- Ночью 2 сентября 1998 года рейс 111 авиакомпании Swissair, выполнявший регулярный рейс из Нью-Йорка в Женеву, объявил об инциденте после того, как экипаж заметил дым в кабине. Лётный экипаж попытался уйти в Галифакс после сброса топлива, но потерпел крушение в море у входа в залив Сент-Маргаретс около 60 км от аэропорта. Все 229 пассажиров и членов экипажа погибли[84].
- 14 октября 2004 года рейс 1602 авиакомпании MK Airlines, Боинг 747-200F, разбился при взлете с взлётно-посадочной полосы 23. Все семь членов экипажа погибли[85].
- 29 марта 2015 г. рейс 624 авиакомпании Air Canada разбился при попытке приземлиться в аэропорту вскоре после полуночи в штормовую погоду. Все 137 пассажиров и членов экипажа выжили. Авария отключила электричество в аэропорту и повредила антенную решетку взлётно-посадочной полосы 05. Самолёт был уничтожен[86][87].
- 7 ноября 2018 года Boeing 747-400F, рейс 4854 Sky Lease Cargo, пролетел над взлётно-посадочной полосой 14 при посадке и остановился возле Олд Гайсборо-роуд. Все четыре члена экипажа выжили с легкими травмами[88][89][90]. Самолёт был уничтожен[91].
- 5 января 2020 года рейс 248 WestJet, Боинг 737-800 из Торонто в Галифакс со 172 пассажирами и семью членами экипажа, при посадке пролетел над взлётно-посадочной полосой 14. Постродавших нет[92].
- 28 декабря 2024 года рейс Air Canada 2259, PAL Airlines DeHavilland Dash 8-400, обслуживаемый под маркой Air Canada Express, у самолёта сломалось шасси со стороны двигателя № 1 при жёсткой посадке на взлётно-посадочную полосу 23, начался пожар. На борту находилось 77 человек (73 пассажира и 4 члена экипажа), все они были эвакуированы в ближайший ангар и позже доставлены в терминал, за медицинской помощью обратились несколько человек с незначительными травмами. Аэропорт на короткое время был полностью закрыт, некоторые рейсы были перенаправлены в соседние аэропорты, по состоянию на 29 декабря одна полоса возобновила работу[93][94].

## Транспортное сообщение

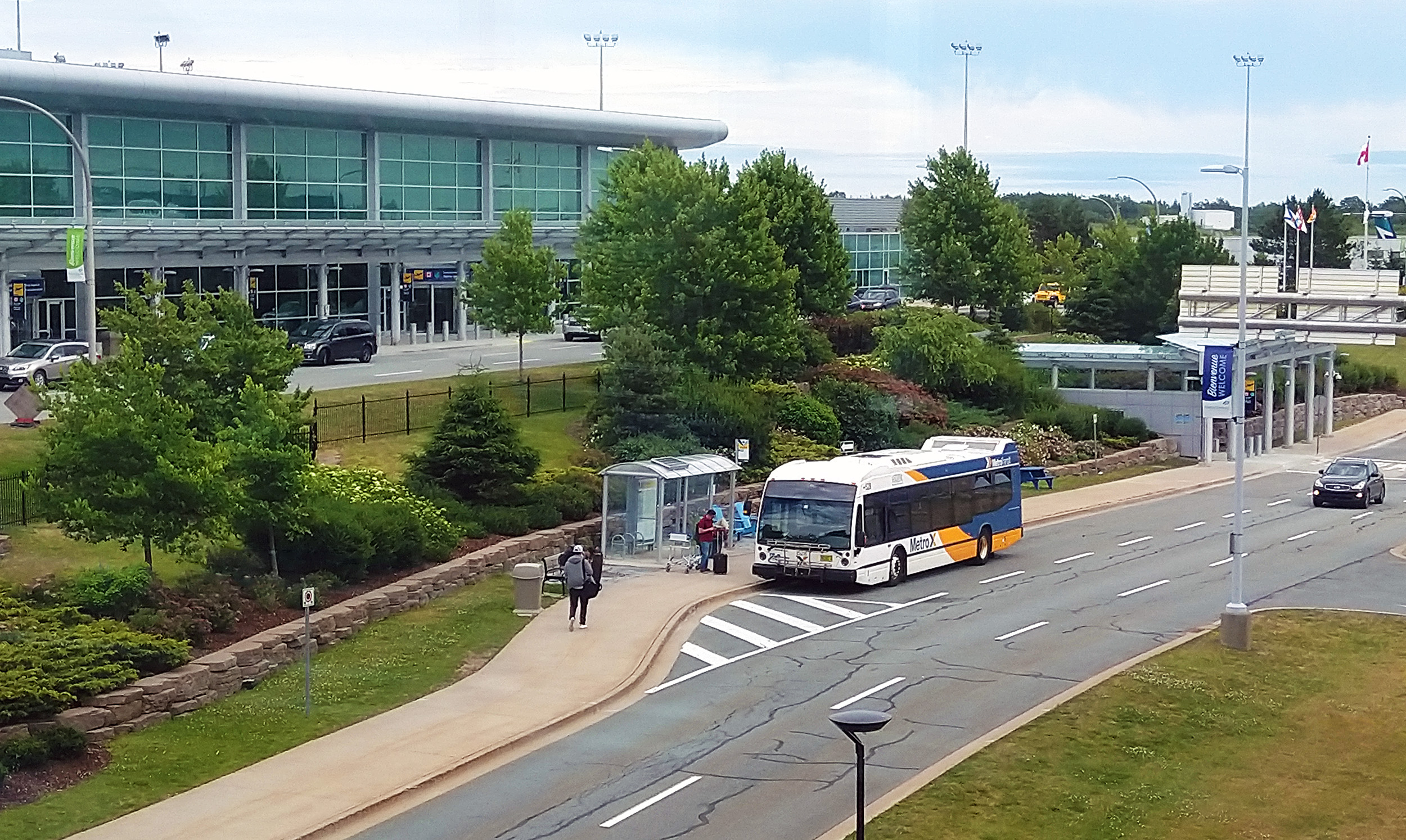
Автобус MetroX отправляется в центр города Галифакс

### Автобус
Маршрут MetroX 320 — экспресс-автобус, курсирующий между центром города и аэропортом с промежуточными остановками в терминале Дартмутского моста и в пригороде Фолл-Ривер. Маршрут обслуживается компанией Halifax Transit (ранее Metro Transit) и курсирует весь день как в будние, так и в выходные дни.